# Gyanak Mani

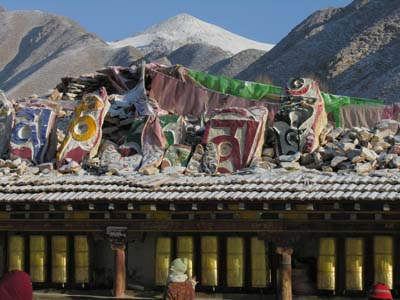

Gyanak Mani in Xinzhai (Xinzhai Jiana mani 新寨嘉那嘛呢)  ist eine für ihre vielen Manisteine bekannte religiöse Stätte des tibetischen Buddhismus am Gyanamani-Tempel in der Stadt Yushu des Autonomen Bezirks Yushu der Tibeter in der chinesischen Provinz Qinghai.
Die größte Ansammlung von Manisteinen der Qinghai-Tibet-Hochebene befindet sich im Dorf Xinzhai (新寨村), nur wenige Kilometer östlich der Großgemeinde Gyêgu, dem Hauptort des Autonomen Bezirks Yushu, auf einer Höhe von über 3600 m. 
Die Stätte steht seit 2006 auf der Liste der Denkmäler der Volksrepublik China (6-1074).